# Інкай
Інкай — велике уранове родовище Казахстана, розташоване в Сузакському районі Південно-Казахстанської області.
Комерційне виробництво розпочато в 2009 році, основний переробний завод введено в експлуатацію в 2010 році.
Сумарні запаси родовища оцінюються в 75,9 тис. тонн урану, видобуток урану 2008 року склав 2 тис. тонн. Видобуток здійснюється методом підземного свердловинного вилуговування.
Серед розробників — спільне підприємство «Інкай». Засновниками спільного підприємства є Cameco (40 %) і Казатомпром (60 %).